# Rausing
Rausing är en svensk släkt. Småföretagaren i Raus församling, Helsingborg, August Andersson och Mathilda Fredrika Svenssons son, Ruben Rausing (f. 1895), dennes bror advokaten Cecil Rausing, samt systern Anna Margareta, gift Chronqvist, tog sig släktnamnet efter födelseförsamlingen 1921. Familjen kom ifrån ett litet fiskarsamhälle vid kusten. August Andersson bildade i unga år en liten målarverkstad med några anställda, och öppnade en färgbutik. Han var även kommunalt aktiv liberal och medlem i Svenska Missionsförbundet. Ruben Rausing grundade Tetra Pak, och släkten är idag en av världens rikaste.

## Ruben Rausings barn och barnbarn
- Ruben Rausing (1895–1983), son till August Andersson, affärsman och industrialist, grundare av Tetra Pak
  - Elisabeth Rausing, fru till Ruben Rausing, född Varenius[1]
    - Gad Rausing (1922–2000), son till Ruben och Elisabeth Rausing, affärsman
      - Birgit Rausing (född 1924), änka efter Gad Rausing, född Mayne[1]
        - Kirsten Rausing (född 1952), dotter till Gad och Birgit Rausing, affärskvinna och tävlingshästägare/-uppfödare
        - Finn Rausing (född 1955), son till Gad och Birgit Rausing, affärsman
        - Jörn Rausing (född 1960), son till Gad och Birgit Rausing, affärsmän

    - Hans Rausing (1926–2019), son till Ruben & Elisabeth Rausing, affärsmän
      - Märit Rausing, änka efter Hans Rausing, född Norrby.[1]
        - Lisbet Rausing (född 1960), dotter till Hans och Märit Rausing, filantrop.
          - Peter Baldwin, gift med Lisbet Rausing

        - Sigrid Rausing (född 1962), dotter till Hans och Märit Rausing, filantrop
          - Eric Abraham, gift med Sigrid Rausing.

        - Hans Kristian Rausing (född 1963), son till Hans och Märit Rausing
          - Eva Rausing (tidigare Kemeny, 1964–2012), fru till Hans K. Rausing

    - Sven Rausing (1928–2003), son till Ruben och Elisabeth Rausing